# Defensa dels Interessos Catalans
Defensa dels Interessos Catalans va ser un setmanari satíric publicat els dissabtes entre 1931 i 1935, amb una publicació total de 220 números. Va néixer el 18 de juny de 1931, poc després de la proclamació de la Segona República Espanyola, amb la voluntat de la defensa del catolicisme, el catalanisme i l'anticomunisme però, alhora, de les llibertats que oferia el nou sistema polític, tal com proclamaven en el primer número.

## Història
Iniciada al 1931, l'últim cop que es va publicar va ser el 28 de setembre de 1935. Tenia una tirada habitual d'uns 5.000 exemplars, segons afirmava la pròpia revista.
En un inici el setmanari tenia un tall més teòric però, mig any despès de la seva fundació, al gener del 1932 va transformar-se en una revista purament satírica. Aquesta publicació va arrancar amb 8 pàgines però a l'octubre de 1931 es va ampliar fins a la dotzena. Un cop arriba la sàtira la publicació passarà a tenir 16 pàgines, fins a la seva desaparició.
L'objectiu era, sense la necessitat de crear un partit polític, influenciar en la societat catalana, cada cop més d'esquerres i progressista, per a que abracessin els valors més catòlics i conservadors.
Així doncs, la revista segueix la línia conservadora de la burgesia catalana de l'època: defensant el catalanisme i anant en contra dels pensaments d'esquerres, en tant que basen molts articles i moltes seccions a criticar i ironitzar al voltant de la figura de Francesc Macià (president de la Generalitat de Catalunya i d'Esquerra Republicana de Catalunya a aquella època). Per tant, la revista guarda una línia editorial similar a la del partit polític La Lliga.
La seva desaparició es produeix per dos factors: econòmics i de competència. Pel que fa al factor econòmic destaca la manca de finançament. La competència va es trobava tant a Barcelona com a Madrid: a Barcelona era incapaç de competir amb les revistes d'esquerres (com La Campana de Gràcia) i de centre (El Be Negre) i a nivell madrileny la publicació de GyJ, pel nivell dels dibuixants.

## Relació de directors i col·laboradors
El marcat catolicisme i nacionalisme català de la revista es pot veure en les personalitats que habitualment hi participaven (que el novembre de 1931 van ser membres fundadors del partit polític UDC). Destaquen Pere Baquer (el secretari), Pere Aragay (president accidental i signant en la fundació de UDC), Àngel Grau, Josep Maria Trias de Bes (també membre de la Lliga Regionalista), Jaume Ruiz Manent, entre d'altres.
Pel que fa als ninotaires no s'ha descobert les seves identitats ja que sempre signaven amb noms artístics com Kaiman d'Or, Bonmatí o Guineu. 